# 아널드 게젤
아널드 루시우스 게젤(Arnold Lucius Gesell, 1880년6월 21일~1961년5월 29일)은 미국의 아동 심리학자 및 소아청소년과 의사이다. 위스콘신, 클라크, 예일 대학에서 수학, 문학, 의학 박사 학위를 받았다. 1911년 예일 대학에 아동 발달 연구소를 창설하, 심리학과 의학을 합한 정신 발달의 실증적 연구에 전념하였다. 그는 영, 유아기의 어린이 연구에 큰 업적을 세웠다. 그는 어린이가 자라는 모양을 진단하는 새로운 방법을 생각해 냈을 뿐만 아니라 어린이도 어른과 똑같은 인격자로 생각해야 한다고 주장하였다. 발달이라고 하는 조건이 모든 어린이의 생활을 규정짓고 있다는 발달주의 학설을 세웠다. 1950년에 정년 퇴직한 후 뉴헤이븐에 아동 발달 연구소를 창설하였다. 저서로는 《유아기의 심리학》, 《이리 새끼와 어린이》 등이 있다.